# Copa del Món de ciclisme de 2003
La Copa del Món de ciclisme de 2003 fou la 15a edició de la Copa del Món de ciclisme. Va estar formada per 10 curses disputades entre març i octubre de 2003 i fou guanyada per l'italià Paolo Bettini.

## Calendari
| Data         | Cursa                     | País          | Vencedor                  | Equip del vencedor   |
| ------------ | ------------------------- | ------------- | ------------------------- | -------------------- |
| 22 de març   | Milà-Sanremo              | Itàlia        | Paolo Bettini (ITA)       | Quick Step-Davitamon |
| 6 d'abril    | Tour de Flandes           | Bèlgica       | Peter Van Petegem (BEL)   | Lotto-Domo           |
| 13 d'abril   | París-Roubaix             | França        | Peter Van Petegem (BEL)   | Lotto-Domo           |
| 20 d'abril   | Amstel Gold Race          | Països Baixos | Aleksandr Vinokúrov (KAZ) | Team Telekom         |
| 27 d'abril   | Lieja-Bastogne-Lieja      | Bèlgica       | Tyler Hamilton (USA)      | Team CSC             |
| 9 d'agost    | HEW Cyclassics            | Alemanya      | Paolo Bettini (ITA)       | Quick Step-Davitamon |
| 9 d'agost    | Clàssica de Sant Sebastià | Espanya       | Paolo Bettini (ITA)       | Quick Step-Davitamon |
| 17 d'agost   | Campionat de Zuric        | Suïssa        | Daniele Nardello (ITA)    | Team Telekom         |
| 5 d'octubre  | París-Tours               | França        | Erik Zabel (GER)          | Team Telekom         |
| 18 d'octubre | Giro de Llombardia        | Itàlia        | Michele Bartoli (ITA)     | Fassa Bortolo        |

## Classificacions finals

### Classificació individual
| Pos. | Ciclista                | Equip                    | Punts |
| ---- | ----------------------- | ------------------------ | ----- |
| 1    | Paolo Bettini (ITA)     | Quick Step-Davitamon     | 365   |
| 2    | Michael Boogerd (NED)   | Rabobank ProTeam         | 220   |
| 3    | Peter Van Petegem (BEL) | Lotto-Domo               | 219   |
| 4    | Davide Rebellin (ITA)   | Gerolsteiner             | 187   |
| 5    | Erik Zabel (GER)        | Team Telekom             | 186   |
| 6    | Danilo Di Luca (ITA)    | Saeco Macchine per Caffè | 140   |
| 7    | Mirko Celestino (ITA)   | Saeco Macchine per Caffè | 139   |
| 8    | Michele Bartoli (ITA)   | Fassa Bortolo            | 124   |
| 9    | Daniele Nardello (ITA)  | Team Telekom             | 124   |
| 10   | Stuart O'Grady (AUS)    | Crédit Agricole          | 124   |

### Classificació per equips
| Pos. | Equip                    | Punts |
| ---- | ------------------------ | ----- |
| 1    | Saeco Macchine per Caffè | 79    |
| 2    | Quick Step-Davitamon     | 72    |
| 3    | Alessio                  | 47    |
| 4    | Rabobank                 | 47    |
| 5    | Fassa Bortolo            | 45    |
| 6    | Team Telekom             | 30    |
| 7    | Lotto-Domo               | 26    |
| 8    | Cofidis                  | 23    |
| 9    | Gerolsteiner             | 21    |
| 10   | Lampre-Daikin            | 19    |